# Rory Flynn
Rory Flynn (* März 1947) ist eine US-amerikanische Schauspielerin, Fotografin und Autorin. Sie ist die zweite Tochter der Schauspieler Errol Flynn und Nora Eddington.

## Leben und Karriere
Rory Flynn wurde im März 1947 als zweite Tochter von Errol Flynn und seiner zweiten Frau Nora Eddington geboren. Sie hat eine ältere Schwester namens Deirdre Flynn, einen älteren Halbbruder namens Sean Flynn und eine jüngere Halbschwester namens Arnella Roma Flynn. Außerdem hat sie einen Halbbruder aus einer späteren Ehe ihrer Mutter namens Kevin Black. Ihr Sohn Sean Flynn (* 1989) ist ebenfalls Schauspieler.
Sie begann ab 1985 als professionelle Fotografin zu arbeiten und arbeitete so im Filmgeschäft. Einige Filme, in denen sie so mitwirkte, waren unter anderem Im Keller des Grauens (1986), Traumfrau vom Dienst (1987) oder Die Wiege des Schreckens (1987). Auch an einigen Fernsehserien arbeitete sie mit.
Später trat sie noch als sie selber in einigen Filmen über ihren Vater Errol Flynn auf, in denen sie über ihre Kindheit und das Leben mit ihren Eltern sprach.
Auch als Autorin versuchte sie sich und schrieb ein Buch über das Leben mit ihrem Vater. Es erschien unter dem Titel The Baron of Mulholland: A Daughter.

## Filmografie (Auswahl)
- 1985: Verdammt, die Zombies kommen (The Return of the Living Dead)
- 1986: Im Keller des Grauens (The Naked Cage)
- 1985–1986: Geschichten aus der Schattenwelt (Tales from the Darkside, Fernsehserie, 2 Folgen)
- 1986: Invasion vom Mars (Invaders from Mars)
- 1986: Jocks
- 1987: Die Wiege des Schreckens (Island of the Alive)
- 1987: Traumfrau vom Dienst (Maid to Order)
- 1987: Nightflyer
- 1988: Remote Control
- 1988: Tennessee Buck
- 1989: Hardcover
- 1989: Darkroom
- 1991: Ted & Venus
- 1994: Vaterland (Fatherland, Fernsehfilm)

### Als sie selber
- 1983: Errol Flynn: Portrait of a Swashbuckler (Video)
- 2007: Errol Flynn – Teufel aus Tasmanien (Tasmanian Devil: The Fast and Furious Life of Errol Flynn, Fernsehfilm)

### Danksagungen
- 1983: Errol Flynn: Portrait of a Swashbuckler (Video)